# Chiusa di Pesio

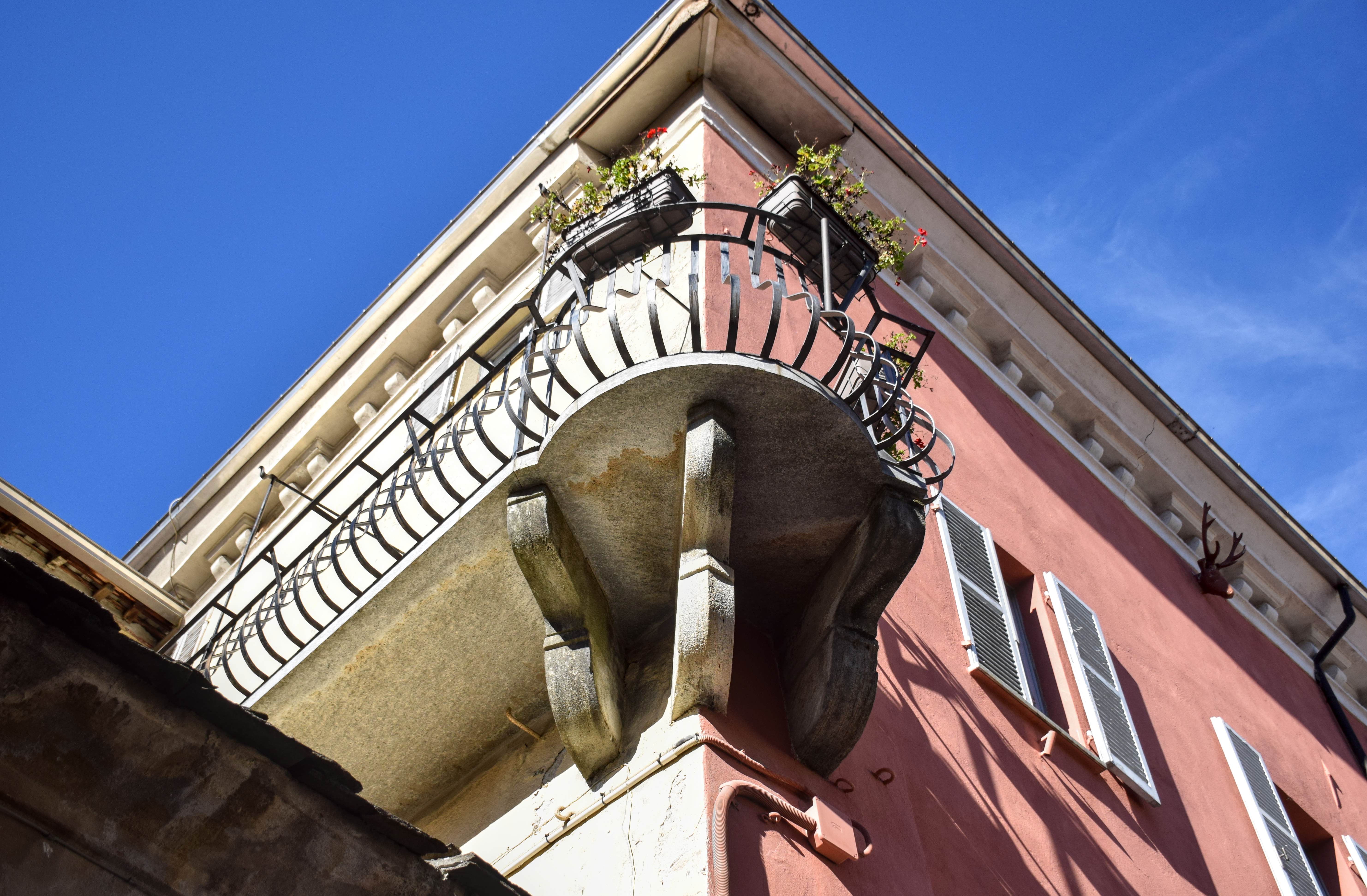
Particolare del Palazzo del Municipio

Chiusa di Pesio (La Ciusa in piemontese, La Clusa in occitano) è un comune italiano di 3 722 abitanti della provincia di Cuneo in Piemonte.

## Geografia fisica
Il capoluogo si trova all'ingresso della Valle Pesio, lungo la quale si sviluppa il territorio comunale, che in altitudine va dai 575 m del capoluogo fino agli oltre 2.600 delle cime più alte. Le principali frazioni sono S. Bartolomeo e Vigna, situate nella parte più alta della Valle, e Combe, S. Maria Rocca e Abrau che invece sono situate verso la pianura. Numerose le borgate minori, soprattutto a monte del capoluogo.
 Chiusa di Pesio ed il territorio comunale sono attraversati dal torrente Pesio, che nasce dalla sorgente del Pis a circa 1500 m s.l.m.. Il capoluogo sorge tra due alture che dominano l'abitato, il monte Cavanero ed il Mombrisone, sulle quali sono situati rispettivamente i ruderi del castello Mirabello e una palazzina di caccia ottocentesca. Nella zona collinare del comune si trova anche il Lago di Pianfei, ai confini con il territorio del comune omonimo.
 Chiusa di Pesio dista 15 km da Cuneo, il casello autostradale più vicino è quello di Mondovì sulla A6 Torino-Savona, situato a circa 20 chilometri a sud dal capoluogo.

## Storia
La zona attorno a Chiusa Pesio era abitata già in epoca protostorica, e sul monte Cavanero è stata rinvenuta una necropoli utilizzata tra il l'XI e il IX secolo a.C., ovvero tra l'Età del Bronzo e il primo periodo dell'Età del Ferro. La zona venne successivamente fortificata in epoca romana, e rimase frequentata anche nel Medioevo. Dopo la metà del XVI secolo le strutture preesistenti vennero smantellate da Agamennone III, signore di Chiusa, per costruire un castello più moderno, del quale rimangono oggi solo alcune rovine, a seguito dei danni subiti a causa dell'abbandono e di un terremoto avvenuto il 23 febbraio 1887.
Una linea extraurbana di 17 km di lunghezza, che collegava Cuneo a Chiusa Pesio, fu attivata il 20 settembre 1909 da Cuneo a Peveragno, e completata fino a Chiusa Pesio il 1º agosto 1912. Venne soppressa il 31 dicembre 1957 a causa dello scarso traffico: in quell'anno risultavano in orario sette coppie di corse al giorno più una coppia al martedì, giorno di mercato.

### Simboli
Lo stemma comunale è stato riconosciuto con decreto del capo del governo del 31 marzo 1943.
Il gonfalone, concesso con regio decreto del 14 settembre 1941, è un drappo partito di azzurro e di bianco.

## Monumenti e luoghi d'interesse

### Centro storico
Presenti in paese le confraternite di S. Rocco e della S.S. Annunziata, risalenti al periodo tra il Seicento ed il Settecento. La chiesa parrocchiale è di costruzione più recente: inaugurata nel 1893, presenta una facciata in travertino romano terminata nel 1934; il campanile è uno dei più alti della provincia, innalzato completamente solo nel 1971. Il palazzo del marchese è l'attuale sede del municipio, all'interno del quale è possibile ammirare una mostra fotografica permanente, che presenta immagini riprese da Michele Pellegrino recanti i fiori della Valle Pesio. L'edificio si affaccia su piazza Tre Medaglie d'Oro e piazza Cavour, dove è situata la torre civica, sede dell'ufficio turistico e del complesso museale G. Avena. La struttura ospita una selezione dei manufatti più significativi creati appunto dalla Regia Fabbrica sorta a Torino sul modello della Manufactures Privilegees et Royales de France e portati a Chiusa Pesio nel 1759 dal governo di Carlo Emanuele III di Savoia. Sono oltre 230 le tipologie di vetri realizzati da maestri vetrai provenienti dalla Boemia, da Venezia e da Altare. Il polo museale - inserito nel circuito dei "Castelli Aperti" del Basso Piemonte - conserva un'importante documentazione relativa alla fabbrica.
All'interno del museo (che è su tre piani) si possono trovare anche vari reperti provenienti dalla zona e di età pre-romana, in particolare dalla zona archeologica del vicino Monte Cavanero.
Nella struttura vi è poi una sezione che descrive la storia dei nuclei partigiani della zona con molti oggetti dell'epoca.

### Alta valle
- La certosa di Pesio, fondata dai monaci certosini nel 1173.
- Il parco naturale del Marguareis, istituito nel 1978[8], è un'area protetta che si estende sulle Alpi Liguri tra la parte alta della Valle Pesio ed il territorio comunale di Briga Alta. L'ente parco amministra anche altre aree protette: la riserva naturale di Crava-Morozzo, la riserva naturale dei Ciciu del Villar, la riserva di Augusta Bagiennorum, quella delle Sorgenti del Belbo e quella delle Grotte di Bossea. La sede del parco è a Chiusa di Pesio, l'Ente comprende attualmente i comuni di: Bene Vagienna, Briga Alta, Camerana, Chiusa di Pesio, Frabosa Soprana, Lequio Tanaro, Mondovì, Montezemolo, Morozzo, Rocca de' Baldi, Saliceto, Villar San Costanzo. Fino al 1º gennaio 2012 la denominazione dell'area protetta era Parco naturale dell'Alta valle Pesio e Tanaro.[9]

## Società

### Evoluzione demografica
Abitanti censiti

### Etnie e minoranze straniere
Secondo i dati Istat al 31 dicembre 2017, i cittadini stranieri residenti a Chiusa di Pesio sono 354, così suddivisi per nazionalità, elencando per le presenze più significative:
1. Romania, 100
2. Costa d'Avorio, 71
3. Marocco, 34

## Cultura

### Eventi
Chiusa di Pesio festeggia ogni anno sant'Antonino la prima domenica di settembre, ma è l'ultimo weekend di agosto che il paese celebra il santo patrono con la fiera di Ciüsa Duvarta (trad. Chiusa Aperta), caratterizzata da concerti, spettacoli di cabaret in piazza, eventi ludici e sportivi, rassegne gastronomiche. In particolare, l'ultima domenica di agosto il centro storico del capoluogo si trasforma in una vera e propria fiera che racchiude parti dedicate all'arte ed all'artigianato locale, alla gastronomia ed all'agricoltura con un'ampia area zootecnica. La tradizione dei festeggiamenti risale all'Ottocento ed ai primi decenni del Novecento.
Verso la fine di ottobre, ogni anno Chiusa di Pesio celebra il marrone. Due giorni di festeggiamenti caratterizzati da un mercatino lungo tutto il centro storico e degustazioni di prodotti tipici sono la ricetta della festa del marrone, che ha luogo in paese sin dal 1998.
Chiusa di Pesio è stata inoltre per diversi anni sede del ritiro del settore giovanile della squadra calcistica Juventus. Dopo alcune saltuarie presenze della formazione militante in Serie A, nel 2011 il paese ha ospitato dal 4 al 7 agosto un mini-ritiro della prima squadra che ha riscosso un notevole successo in fatto di presenze, registrando in quattro giorni circa 21.000 ingressi allo Stadio Comunale, per l'occasione ampliato ad una capienza di seimila posti.
Nel 2013 ha poi ospitato il ritiro della squadra primavera della Sampdoria e un'amichevole della prima squadra contro il Bra.

## Amministrazione

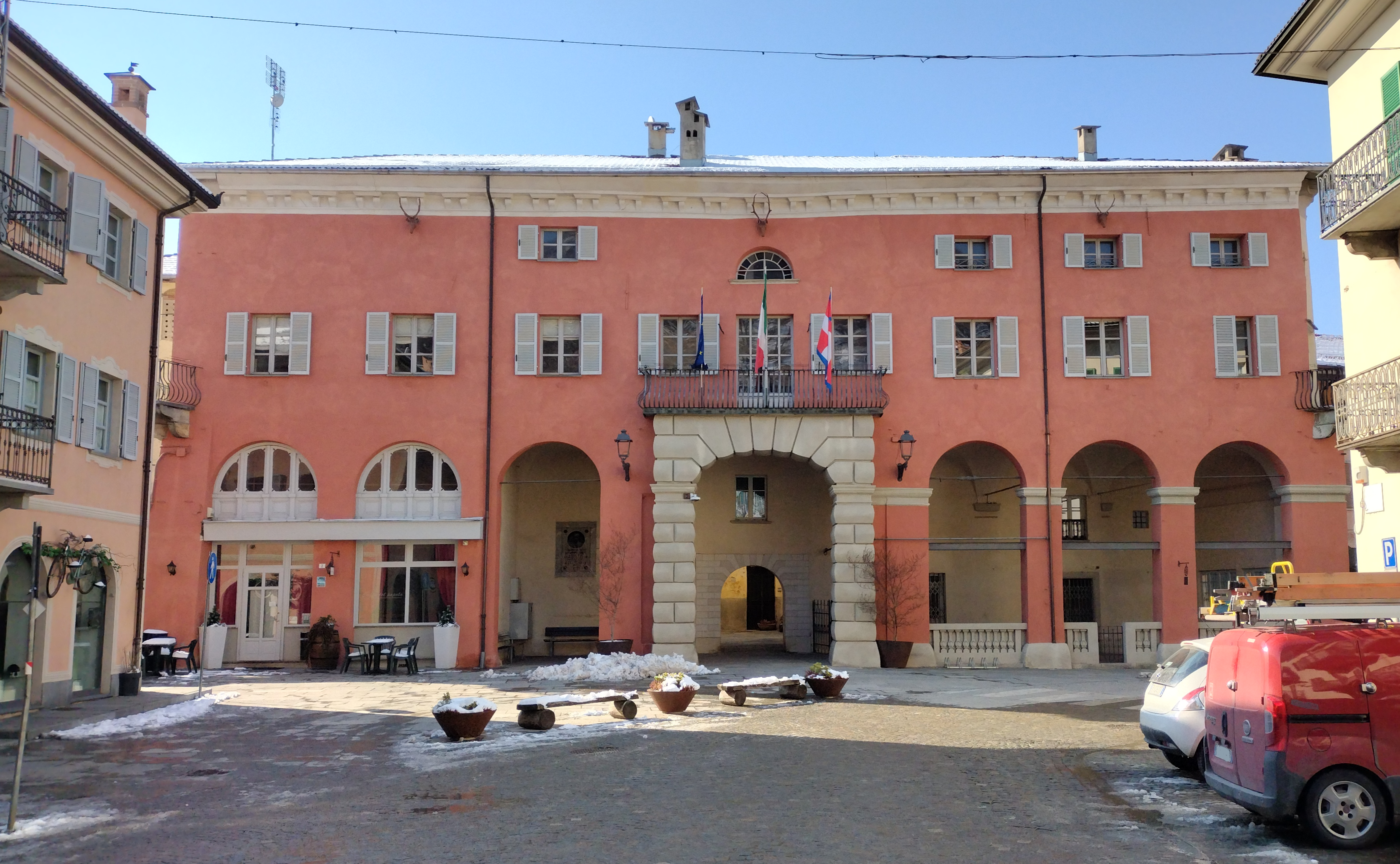
Il municipio

| Periodo        | Periodo        | Primo cittadino      | Partito                                              | Carica  | Note   |
| -------------- | -------------- | -------------------- | ---------------------------------------------------- | ------- | ------ |
| 24 aprile 1995 | 14 giugno 1999 | Antonino Pecollo     | Partito Popolare Italiano                            | Sindaco | [ 14 ] |
| 14 giugno 1999 | 14 giugno 2004 | Antonino Pecollo     | lista civica                                         | Sindaco | [ 14 ] |
| 14 giugno 2004 | 8 giugno 2009  | Riccardo Mucciarelli | lista civica                                         | Sindaco | [ 14 ] |
| 8 giugno 2009  | 26 maggio 2014 | Sergio Bussi         | lista civica                                         | Sindaco | [ 14 ] |
| 26 maggio 2014 | 27 maggio 2019 | Sergio Bussi         | lista civica: la valle del Pesio                     | Sindaco | [ 14 ] |
| 27 maggio 2019 | 10 giugno 2024 | Claudio Baudino      | lista civica: Oltre, per il futuro della Valle Pesio | Sindaco | [ 14 ] |
| 10 giugno 2024 | In carica      | Claudio Baudino      | lista civica: Oltre, per il futuro della Valle Pesio | Sindaco | [ 14 ] |

### Gemellaggi
Chiusa di Pesio è gemellata con:
- Cuges-les-Pins, dal 2015

### Altre informazioni amministrative
Il comune di Chiusa di Pesio fa parte dell'Unione Montana Alpi del Mare.

## Sport
In Valle Pesio è possibile praticare o assistere a diverse discipline sportive:
- Calcio: il campo sportivo G. Pecollo in via Circonvallazione Vigne ospita le partite casalinghe della società ASD Bisalta, sono inoltre presenti altri campi pubblici e privati in tutto il territorio comunale;
- Pallavolo: il palazzetto dello sport in via Bartolomeo Giorgis ospita le partite casalinghe della società ASD Volley Chiusa Pesio;
- Sci di Fondo, Biathlon e Skiroll: in frazione San Bartolomeo è presente il Centro Fondo e Biathlon Marguareis, completo di pista di skiroll, sede dello Sci Club Valle Pesio. Si tratta dell'unico centro in Piemonte dove è possibile praticare le tre discipline, a seconda della stagione. La pista di fondo invernale si sviluppa per circa 30 km, passando per la Certosa di Pesio ed arrivando fino al cuore del Parco Naturale del Marguareis, a Pian delle Gorre ed all'osservatorio faunistico dei cervi.;
- Mountain Bike (numerosi sono i percorsi segnalati);
- Trekking (numerosi sono i percorsi segnalati);
- Arrampicata sportiva: la palestra di roccia attrezzata Le Vele in via Bartolomeo Giorgis è sede della locale associazione sportiva InOut Climbing;
- Diffusa è la pratica amatoriale o professionale della corsa podistica.

## Galleria d'immagini

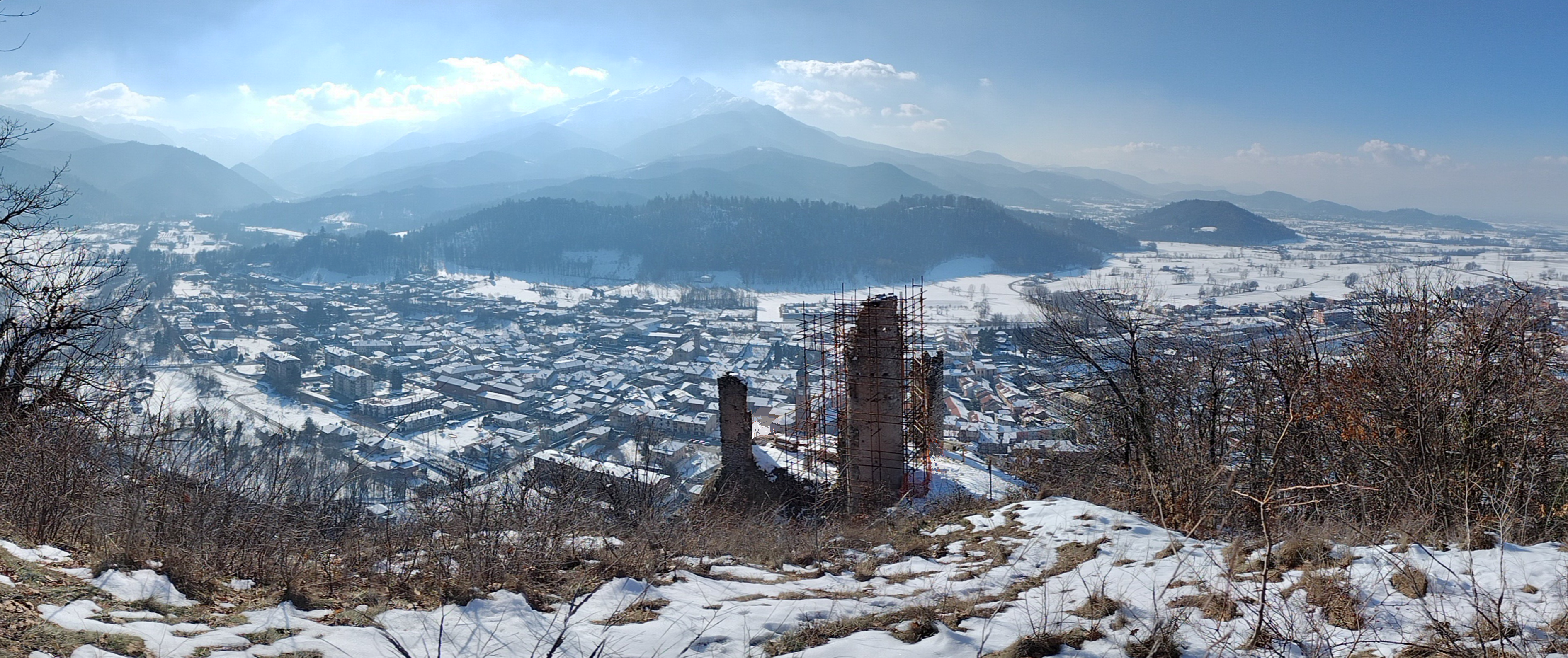
Vista di Chiusa Pesio innevata